# Grupo unitario especial
En matemáticas, el grupo unitario especial (o grupo especial unitario) de grado n es el grupo de matrices unitarias n x n con determinante igual a 1, con las entradas en el cuerpo C de los números complejos y con la operación de grupo dada por la multiplicación de matrices. Se escribe como SU(n). Es un subgrupo del grupo unitario U(n), a su vez un subgrupo del grupo lineal general GL(n, C). De ahora en adelante supondremos n ≥ 2.

## Propiedades
El grupo especial unitario SU(n) es un grupo de Lie real de dimensión n²-1. Es compacto, conexo, simplemente conexo, y (para n ≥ 2) simple y semisimple. Su centro es el grupo cíclico Z n. Su grupo de automorfismos exteriores para n ≥ 3 es Z2. El grupo de automorfismos exteriores de SU(2) es el grupo trivial.
El álgebra de Lie que corresponde a SU(n) se denota por {\displaystyle {\mathfrak {su}}(n)}, dicha álgebra se puede representar por las matrices complejas n ×n antihermitianas de traza nula, con el conmutador como corchete de Lie. Obsérvese que esta es un álgebra de Lie real y no compleja.

## El grupo SU(2)
El grupo unitario especial de segundo orden, SU(2), es una variedad diferenciable de dimensión 3, que puede ser identificada homeomórficamente con el conjunto de matrices de coeficientes complejos unitarias y de determinante 1. 
De hecho, el grupo SU(2) es isomorfo al grupo de cuaterniones de valor absoluto 1, y es así difeomorfo a la 3-esfera. Puesto que los cuaterniones unidad se pueden utilizar para representar rotaciones en el espacio de 3 dimensiones (salvo signo), tenemos un homomorfismo sobreyectivo de los grupos de Lie SU(2) → SO(3,{\displaystyle \mathbb {R} }) cuyo núcleo es { + I, -I}.

### Álgebra de Lie su(2)
Las matrices siguientes forman una base para 
{\displaystyle {\mathfrak {su}}(2)} sobre {\displaystyle \mathbb {R} }:

{\displaystyle i\sigma _{x}={\begin{bmatrix}0&i\\i&0\end{bmatrix}}\qquad i\sigma _{y}={\begin{bmatrix}0&1\\-1&0\end{bmatrix}}\qquad i\sigma _{z}={\begin{bmatrix}i&0\\0&-i\end{bmatrix}}}

(donde i es la unidad imaginaria). Este factor se presenta porque los físicos prefieren usar generadores hermitianos para sus álgebras de Lie reales, que es una convención diferente de la de los matemáticos. Esta representación se utiliza a menudo en mecánica cuántica (véase las matrices de Pauli), para representar el espín de partículas fundamentales tales como electrones. También sirven como vectores unidad para la descripción de nuestras 3 dimensiones espaciales en relatividad cuántica.
Obsérvese que el producto de cualesquiera dos diversos generadores es otro generador, y que los generadores anticommutan. Junto con la matriz identidad (multiplicada por i),
{\displaystyle iI_{2}={\begin{bmatrix}i&0\\0&i\end{bmatrix}}}
son también generadores del álgebra de Lie {\displaystyle {\mathfrak {u}}(2)}.

### Aplicaciones
Topológicamente es el espacio recubridor universal del grupo de rotaciones tridimensional SO(3). Debido a que el grupo de rotaciones tridimensionales está físicamente relacionada con el momento angular y el espín de una partícula, y debido a la propiedad recubridora de SU(2), hace que SU(2) sea uno de los grupos matemáticos que con mayor frecuencia aparece en mecánica cuántica, en conexión con problemas de espín.
Igualmente en teoría cuántica de campos algunas simetrías internas de los campos físicos, presentan invariancia bajo transformaciones del grupo SU(2), por lo que también en esa área aparece con frecuencia dicho grupo. En particular el isospín es una magnitud física conservada en interacciones invariantes bajo el grupo SU(2) de sabor.

## El grupo SU(3)
Es un grupo de Lie de dimensión 8. En cuanto a las aplicaciones el grupo es importante en física donde este grupo es el grupo de simetría de teorías físicas fundamentales como la cromodinámica cuántica que describe la Interacción nuclear fuerte que es la teoría que explica tanto la estructura interna de protones y neutrones como de explicar la estabilidad de los núcleos atómicos.

### Álgebra de Liesu(3)
El análogo de las matrices de Pauli para el álgebra {\displaystyle {\mathfrak {su}}(3)} son las matrices de Gell-Mann:
| {\displaystyle \lambda _{1}={\begin{pmatrix}0&1&0\\1&0&0\\0&0&0\end{pmatrix}}}  | {\displaystyle \lambda _{2}={\begin{pmatrix}0&-i&0\\i&0&0\\0&0&0\end{pmatrix}}}                       | {\displaystyle \lambda _{3}={\begin{pmatrix}1&0&0\\0&-1&0\\0&0&0\end{pmatrix}}} |
| {\displaystyle \lambda _{4}={\begin{pmatrix}0&0&1\\0&0&0\\1&0&0\end{pmatrix}}}  | {\displaystyle \lambda _{5}={\begin{pmatrix}0&0&-i\\0&0&0\\i&0&0\end{pmatrix}}}                       | {\displaystyle \lambda _{6}={\begin{pmatrix}0&0&0\\0&0&1\\0&1&0\end{pmatrix}}}  |
| {\displaystyle \lambda _{7}={\begin{pmatrix}0&0&0\\0&0&-i\\0&i&0\end{pmatrix}}} | {\displaystyle \lambda _{8}={\frac {1}{\sqrt {3}}}{\begin{pmatrix}1&0&0\\0&1&0\\0&0&-2\end{pmatrix}}} |                                                                                 |
Es común tomar como base de generadores de {\displaystyle {\mathfrak {su}}(3)} las matrices T definidas por la relación:
{\displaystyle T_{a}={\frac {\lambda _{a}}{2}}\;}
Estos generadores satisfacen las relaciones de conmutación:
- {\displaystyle \left[T_{a},T_{b}\right]=i\sum _{c=1}^{8}{f_{abc}T_{c}}\,}

Donde f son las constantes de estructura y sus valores vienen dados por:
{\displaystyle f^{123}=1\,}
{\displaystyle f^{147}=f^{165}=f^{246}=f^{257}=f^{345}=f^{376}={\frac {1}{2}}\,}
{\displaystyle f^{458}=f^{678}={\frac {\sqrt {3}}{2}}\,}
Además al igual que las matrices de Pauli son matrices de traza nula, es decir, {\displaystyle \operatorname {tr} (T_{a})=0\,}

## El grupo SU(4)
Es un grupo de Lie de dimensión 15. En cuanto a las aplicaciones el grupo es importante en física donde este grupo es parte del grupo de simetría de las teorías similares a la teoría de Pati Salam, este grupo representa en el modelo de Pati-Salam la interacción fuerte y la electromagnética.

### Álgebra de Liesu(4)
Los general:
| {\displaystyle \lambda _{1}={\begin{pmatrix}0&1&0&0\\1&0&0&0\\0&0&0&0\\0&0&0&0\end{pmatrix}}}                        | {\displaystyle \lambda _{2}={\begin{pmatrix}0&-i&0&0\\i&0&0&0\\0&0&0&0\\0&0&0&0\end{pmatrix}}}  | {\displaystyle \lambda _{3}={\begin{pmatrix}1&0&0&0\\0&-1&0&0\\0&0&0&0\\0&0&0&0\end{pmatrix}}}                        |
| {\displaystyle \lambda _{4}={\begin{pmatrix}0&0&1&0\\0&0&0&0\\1&0&0&0\\0&0&0&0\end{pmatrix}}}                        | {\displaystyle \lambda _{5}={\begin{pmatrix}0&0&-i&0\\0&0&0&0\\i&0&0&0\\0&0&0&0\end{pmatrix}}}  | {\displaystyle \lambda _{6}={\begin{pmatrix}0&0&0&0\\0&0&1&0\\0&1&0&0\\0&0&0&0\end{pmatrix}}}                         |
| {\displaystyle \lambda _{7}={\begin{pmatrix}0&0&0&0\\0&0&-i&0\\0&i&0&0\\0&0&0&0\end{pmatrix}}}                       | {\displaystyle \lambda _{9}={\begin{pmatrix}0&0&0&1\\0&0&0&0\\0&0&0&0\\1&0&0&0\end{pmatrix}}}   | {\displaystyle \lambda _{10}={\begin{pmatrix}0&0&0&-i\\0&0&0&0\\0&0&0&0\\i&0&0&0\end{pmatrix}}}                       |
| {\displaystyle \lambda _{8}={\frac {1}{\sqrt {3}}}{\begin{pmatrix}1&0&0&0\\0&1&0&0\\0&0&-2&0\\0&0&0&0\end{pmatrix}}} | {\displaystyle \lambda _{11}={\begin{pmatrix}0&0&0&0\\0&0&0&1\\0&0&0&0\\0&1&0&0\end{pmatrix}}}  | {\displaystyle \lambda _{12}={\begin{pmatrix}0&0&0&0\\0&0&0&-i\\0&0&0&0\\0&i&0&0\end{pmatrix}}}                       |
| {\displaystyle \lambda _{13}={\begin{pmatrix}0&0&0&0\\0&0&0&0\\0&0&0&1\\0&0&1&0\end{pmatrix}}}                       | {\displaystyle \lambda _{14}={\begin{pmatrix}0&0&0&0\\0&0&0&0\\0&0&0&-i\\0&0&i&0\end{pmatrix}}} | {\displaystyle \lambda _{15}={\frac {1}{\sqrt {6}}}{\begin{pmatrix}1&0&0&0\\0&1&0&0\\0&0&1&0\\0&0&0&-3\end{pmatrix}}} |

## El grupo SU(N)
Posee {\displaystyle N^{2}-1} representaciones irreducibles.
- Datos: Q684363